# الواق واق

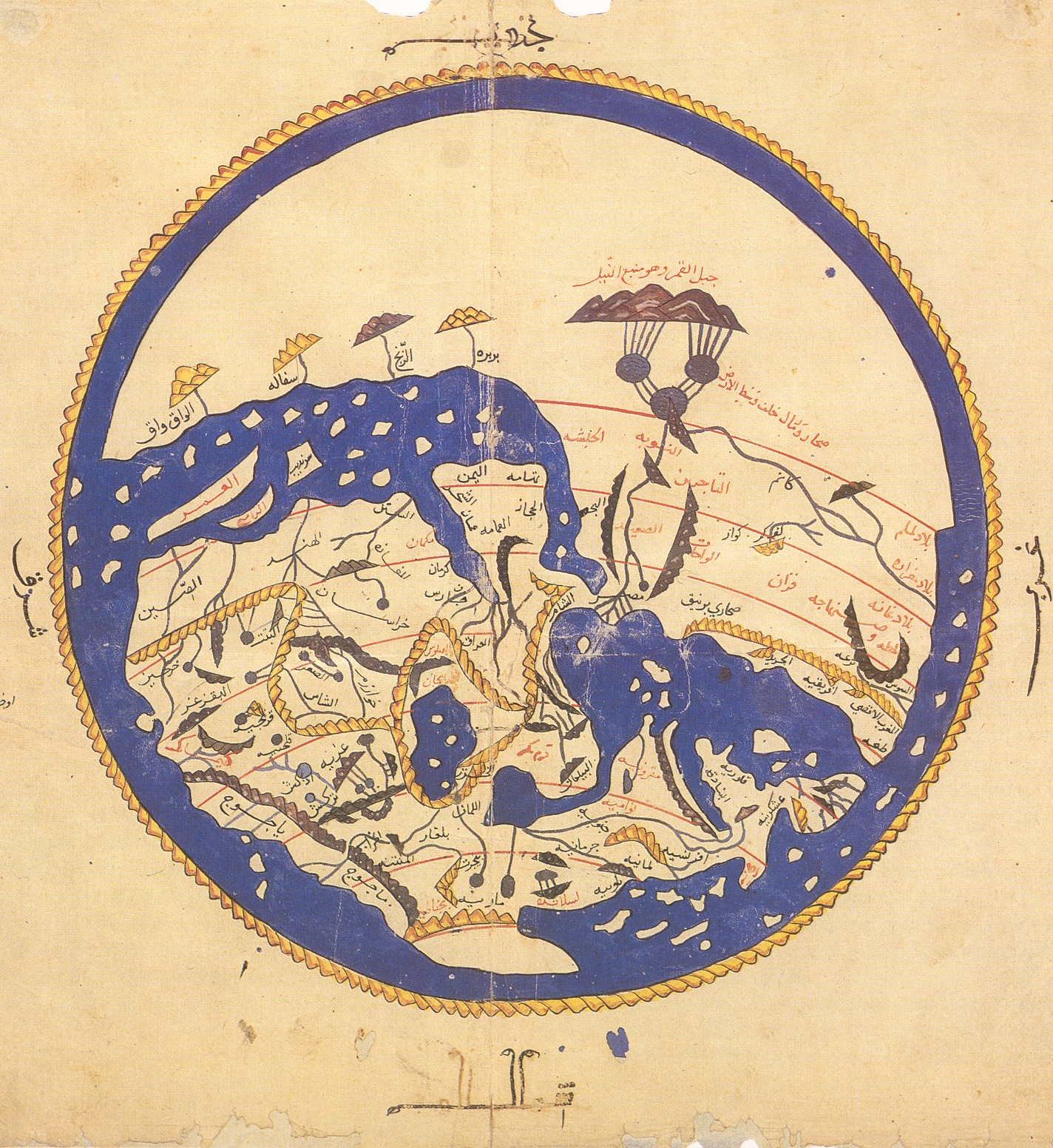
خارطة الإدريسي من عام 1154م تذكر أن موقع جزر الواق واق بعد أرض سفالة أو في موقع جنوب أفريقيا حاليا، والملاحظ في الخارطة ان جهة الجنوب إلى أعلى والشمال إلى أسفل

الواق واق هي مجموعة من الجزر أو الجزائر ذكرتها كتب التراث العربي القديمة لكن لا دليل على ما إذا كانت خيالية ام حقيقية، وتحدد أغلب الكتب موقعها الجغرافي في بحر الصين أو بحر الهند.

## الموقع والتسمية
يعتقد بعض المستشرقين أن (جزر واق الواق) اسم أطلقه العرب على بلدين مختلفين من البلدان التي طالما أرتادها البحارة منهم والتجّار. ويقع البلد الأول في الشرق الأقصى، وهو في رأي أكثر المستشرقين أقليم يقع على الشاطئ الشرقي من قارة آسيا، شمال الصين، وقد أخذ بهذا الرأي المستشرق الفرنسي جبرييل فران وكذلك المستشرق الروسي إغناطيوس كراتشكوفسكي. ويذهب بعض المستشرقين إلى أن البلد الآسيوي الذي سماه العرب (جزر واق الواق) لم يكن جزءاً من ساحل آسيا الشرقي، بل كان جزر اليابان ذاتها، ويعتقد بهذا الرأي المستشرق الهولندي يوهانس هندريك كرامرز وقد ذهب هذا المستشرق أيضاً إلى ان العرب أطلقوا اسم (واق الواق) على جزيرة مدغشقر (مالاجاسي) جنوب شرق القارة الافريقية. وفي أحد الخرائط التي رسمها الجغرافي العربي أبو عبد الله محمد الإدريسي نحو عام 1154 تظهر جزر الواق أعلى الخريطة، أي في الجزء الجنوبي من الأرض، ما يجعلها أقرب إلى موقع مدغشقر الحالية.
ذكر بزرك بن شهريار في كتابه «عجائب الهند بره و بحره و جزايره»، أن هناك واق واقين:
في حين يرجح البعض أن يكون الواق واق مجرد لون لا وجود له، إذ كان العرب يطلقون على تلك التسمية على «اللون المستحيل». وقيل أن سبب التسمية هي نسبة إلى أشجار تحمل هذا الاسم، ثمارها تشبه رأس امرأة لها شعر طويل متدل، وعندما تنضج الثمرة وتسقط على الأرض يمرّ بها الهواء فتطلق صوتا يقول «واق واق». ذكر الرحالة العربي ابن بطوطة بلاد الواق واق، حيثُ قال أن اسمها مأخوذٌ من اللغة الصينية، حيثُ كان يصف الصينيون البلاد التي تُعرف اليوم باليابان ببلاد «واكو واكو».
أقترح المستشرق الهولندي مخييل يان خويه أن أصل الكلمة الذي فسره على أنه اسم لليابان باللغة الكانتونية. وقد حددها جبرييل فران أنها مدغشقر أو سومطرة أو إندونيسيا. ودخل «توم هوجرفورست» بجدال بأن الكلمة الملغاشية (vahoak)، والتي تعني «شعب، أو عشيرة، أو قبيلة»، مشتقة من الكلمة الماليزية (awak-awak)، «شعب، طاقم». وقد اتفقت «آن كومار» مع «هوجرفورست»، بأن (Wakwak) هي إندونيسيا، حسب ما ذكر في تاريخ الهجوم الإندونيسي القديم على الساحل الشرقي لأفريقيا.:110

## الواق واق في الكتب التراثية

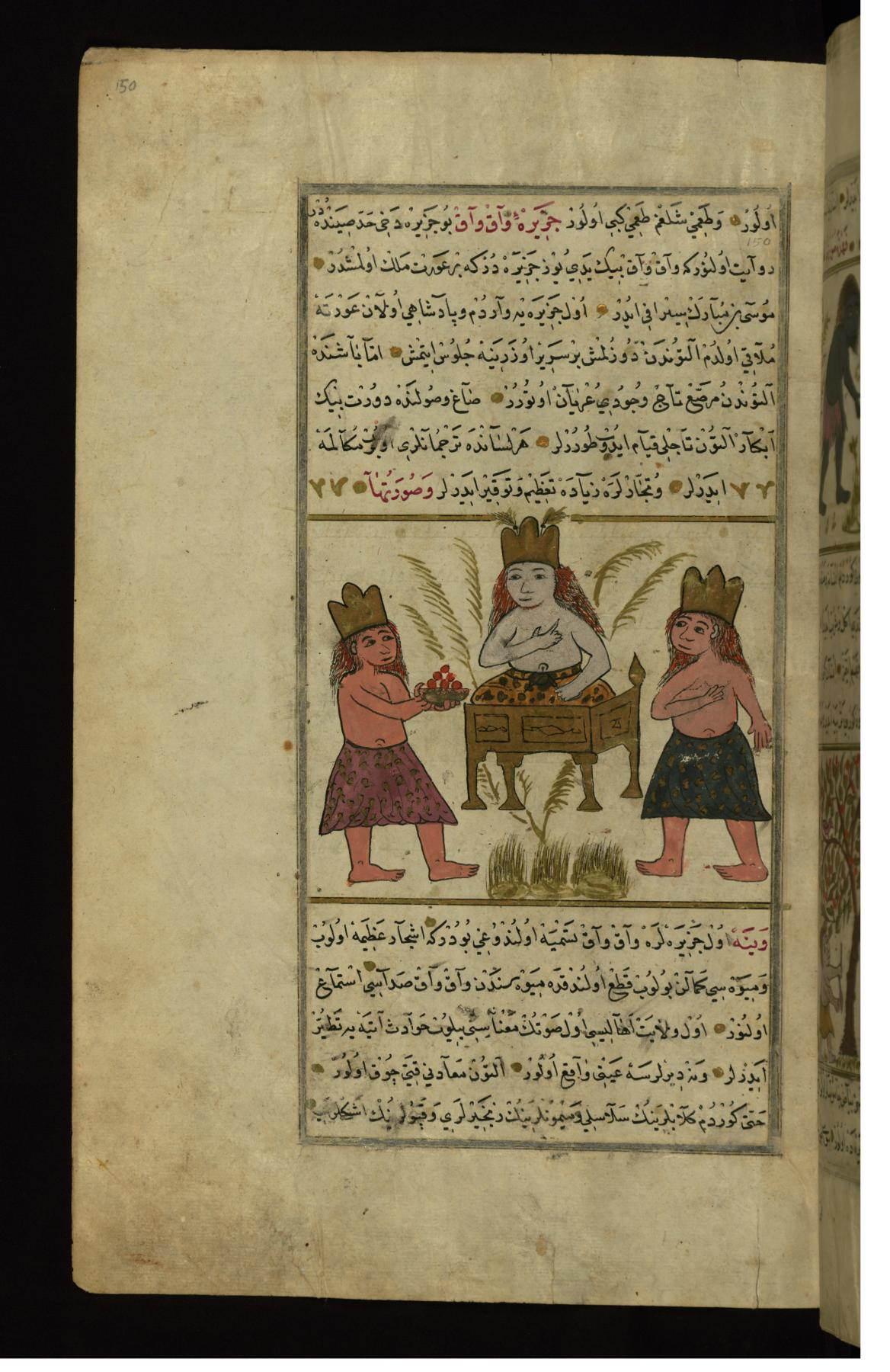
ملكة جزيرة الواق واق، صحيفة من مخطوطة والترز W.659

لوحة مستمدة من مزيج من المصادر الفارسية والقرآنية في العصور الوسطى، تشمل أوصاف جزيرة الواق واق الأسطورية التي تسكنها مخلوقات نصف نباتية ونصف حيوانية، وتصور نباتًا يولد الحياة الحيوانية في أشكال متعددة. أوائل القرن السابع عشر، الهند المغولية. متحف كليفلاند للفنون.

وفي النسخ العربية تقع جزيرة الواق واق الشهيرة في بحر الصين. وتحكمها ملكة وسكانها بالكامل من الإناث: وهذا ما بينته مخطوطات القزويني عجائب المخلوقات وغرائب الموجودات وكذلك في كتابه آثار البلاد وأخبار العباد حيث تظهر الملكة محاطة بجواريها.
- ذكر أبو بكر الرازي عن الواق واق:

- ذكر ابن خرداذبة في كتابه المسالك والممالك الواق واق مرتين:

1. وفى مشارق الصين بلاد الواقواق وهى كثيرة الذهب حتّى أن أهلها يتّخذون سلاسل كلابهم واطواق قرودهم من ذهب ويأتون بالقمص المنسوجة بالذهب للبيع وبالواقواق الابنوس الجيّد.[9]
2. والذي يجيء في هذا البحر الشرقىّ من الصين الحرير والفرند والكيمخاو والمسك والعود والسروج والسمّور والغضار والصيلبنج والدارصينى والخولنجان، ومن الواقواق الذهب والابنوس.[10]»

- حكى موسى بن المبارك السيرافي قائلا:

- حكى المسعودي:

- ذكر المسعودي كذلك في كتابه أخبار الزمان:

- وقد ذكر لفظ واق واق في رواية عبد الله بن عمرو بن العاص، حيث قال:

- في كتاب البلدان لابن الفقيه:

- في كتاب المسالك والممالك للبكري:

- ذكر شهاب الدين الأبشيهي في كتابه المستطرف في كل فن مستظرف:

- ذكر الإدريسي في كتابه نزهة المشتاق في اختراق الآفاق:

- ذكر ابن خلدون في كتابه تاريخ ابن خلدون:

- ذكر ابن عبد المنعم الحميري في كتابه الروض المعطار في خبر الأقطار أن:

وذكرها في مواضع أخرى هي:
- - في مقالة انكمرده.[23]
  - في مقالة برطايل.[24]
  - في مقالة السحاب.[25]
  - في مقالة الصريف.[26]
- ذكر المستكشف البرتغالي تومي بيريس في كتابه سوما الشرقي:

- ذكر القبطان بزرك بن شهريار الواق واق في كتابه عجائب الهند بره و بحره و جزايره في عدة مواضع:

- وقد وردت مخطوطات عن الواق واق في كتاب البلهان لمؤلفه عبد الحسن الأصفهاني.

## شجرة الواق واق

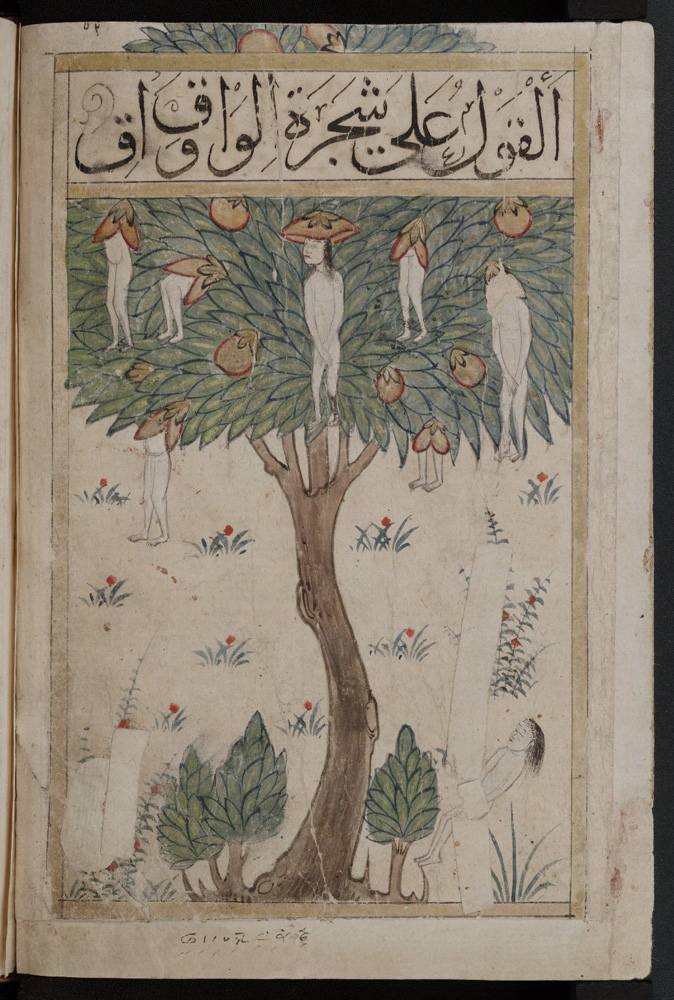
رسم شجرة الواق واق، كتاب البلهان (مخطوطة القرن الرابع عشر) لأبي الحسن الأصفهاني.

يطلق اسم «الواق واق» أيضًا على شجرة غير عادية. وأول ذكر لها (على الرغم من عدم وجود الاسم) كان في مصدر صيني، في كتاب تونغديان للأديب الصيني دو هوان، المكتوب من عام 766 حتى 801. وقد روى «دو هوان» القصة من قبل والده الذي عاش في بغداد لمدة 11 عاما كأسير حرب بعد معركة نهر طلاس مع العباسيين. وادعى أنه سمع القصة التالية من البحارة العرب:
وفي كتاب البلهان للأصفهاني، تعتبر اللوحة التي تحمل عنوان «شجرة الواق واق» غير عادية إلى حد ما لأنها توضح كيف تتكاثر الإناث ويخلدن أنفسهن. تنمو الأشكال الأنثوية من الشجرة وكأنها تنضج مثل الفاكهة حتى تنضج وتسقط على الأرض وتطلق صرخة تشبه «واق واق!»
ويذكر البيروني، الذي ألف كتابه الرائع «كتاب الهند» عام 1000، وقد استند على المصادر السنسكريتية، بأن بلدا يولد الناس فيه من الأشجار ويعلقون بالأغصان بسراتهم. فربما تعود شجرة الواق واق أيضًا إلى مصدر سنسكريتي، والحكايات العربية عن الواق واق هي في حد ذاتها ذكرى باهتة لوقت كان فيه الأرخبيل الإندونيسي في مدار الثقافة الهندوسية البوذية.
انتقلت قصة شجرة الواق واق غربًا، كالعديد من القصص الشرقية الأخرى، وظهرت في واحدة على الأقل من المخطوطات الباقية للرحالة الراهب أودوريك في القرن الرابع عشر في واحدة من العديد من روايات الإسكندر الأكبر الفرنسية في العصور الوسطى. ويعود تاريخ ظهورها النهائي إلى عام 1685، عندما تلاشت جميع ألغاز المحيط الهندي منذ فترة طويلة في ضوء الحسابات الأوروبية البراغماتية. وقد ورد ذلك في (سفينة سليمان)، وهي قصة عن سفارة فارسية إلى سيام (تايلاند الآن) كتبها كاتب مرافق للبعثة. ويقول إنه سمعها من قبطان هولندي:
لا شيء يظهر مزيج ثقافات المحيط الهندي أكثر من قصة شجرة الواق واق: ربما نشأت هذه القصة في نص هندوسي باللغة السنسكريتية، وقد رواها بحار عربي لمبعوث صيني في القرن الثامن، وأحضرها إلى أوروبا راهب فرنسيسكاني، ثم أعاد قبطان بحري هولندي سردها لمبعوث فارسي إلى ملك سيام.

## الواق واق في الأدب
1. ورد ذكر جزر الواق واق في كتاب ألف ليلة وليلة كبلاد خرافية أسطورية.[1]
2. رواية ألس في بلاد الواق واق! لكاتبتها حياة الياقوت رواية من أدب الخيال، حيث تقع «ألس» في بلاد الواق واق، لا بلاد العجائب.[33]
3. مأساة واق الواق لكاتبها محمد محمود الزبيري وإذا صنفت كرواية فهي تعد نموذجاً للرواية اليمنية التقليدية التي تخوض في غمارها في الأمور الاجتماعية والدينية.[34]
4. أشعب في بلاد واق الواق لكاتبها وجيه يعقوب السيد.[35]
5. البحث عن الترياق في بلاد واق الواق لكاتبها سبعاوي عبد الكريم.[36]
6. رواية حي بن يقظان لكاتبها ابن طفيل.[37]